# Церква Свв. Петра і Павла та монастир оо. Василіян (Беразвеччя)
Катэгорыя:З’явіліся ў 1763 годзе
Петропавлівська церква і василіянський монастир — колишня культова споруда у колишньому містечку Березвеччя (тепер — частина м. Глибоке), пам'ятник віленського бароко. Костел не зберігся, в корпусах монастиря розташована в'язниця. Історико-культурна цінність національного значення.

## Історія
Дерев'яний монастир отців-василіян на північному березі озера Велике в містечку Березвеччя був збудований у 1643 році за фундацією воєводи Мстиславського і старости дзісненського Йосипа Львовича Корсака, який також заснував костел і монастир ордену кармелітів босих у Глибокому.
Мурований монастирський комплекс разом із костелом апостолів Петра і Павла був збудований у 1756–1763 роках віленським архітектором Й.-Кр. Глаубіц (документально не підтверджено). Відомо, що з 1753 року в роботі над декором брав участь Ян Табіас Дідріхстен (Diedrichsten). У 1766–1776 рр. до церкви прибудована літня капличка. Комплекс також включав школу (де викладали природничі науки та іноземні мови), господарські будівлі, сад, обнесений цегляним муром з брамою.

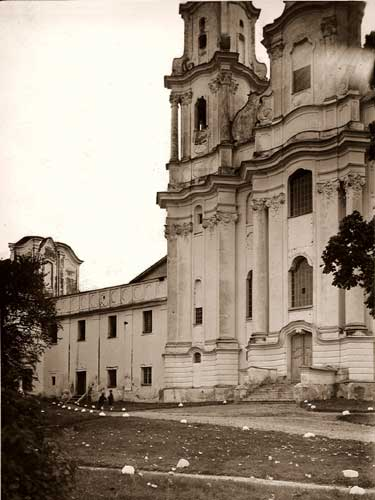
Гарнізонна церква Корпусу охорони кордону, Леонард Рачицький, 1930-ті рр.

Після ліквідації унії в 1839 році монастирський комплекс був переданий 1847 року православному чоловічому монастирю, який проіснував до 1874 року, пізніше в ньому розташувався жіночий православний монастир. Цінні документи та акти двохсотлітньої історії монастиря та школи були втрачені. Бібліотека, в якій було багато книг різними мовами, була розграбована. 1919 року святиня перейшла до католиків, а в будівлі монастиря розташувався Корпус польської прикордонної охорони.

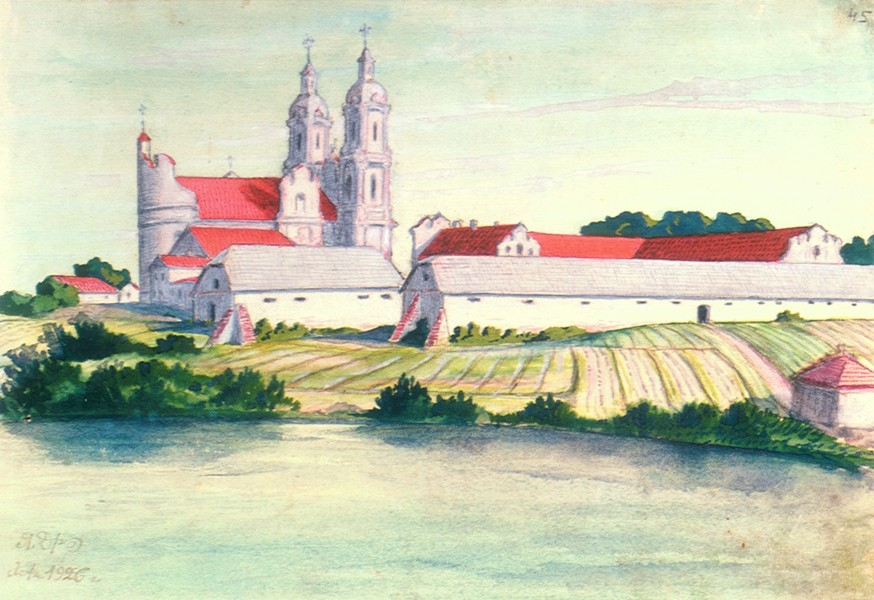
Монастир Беразвеччя, Я. Дроздович, 1926 р

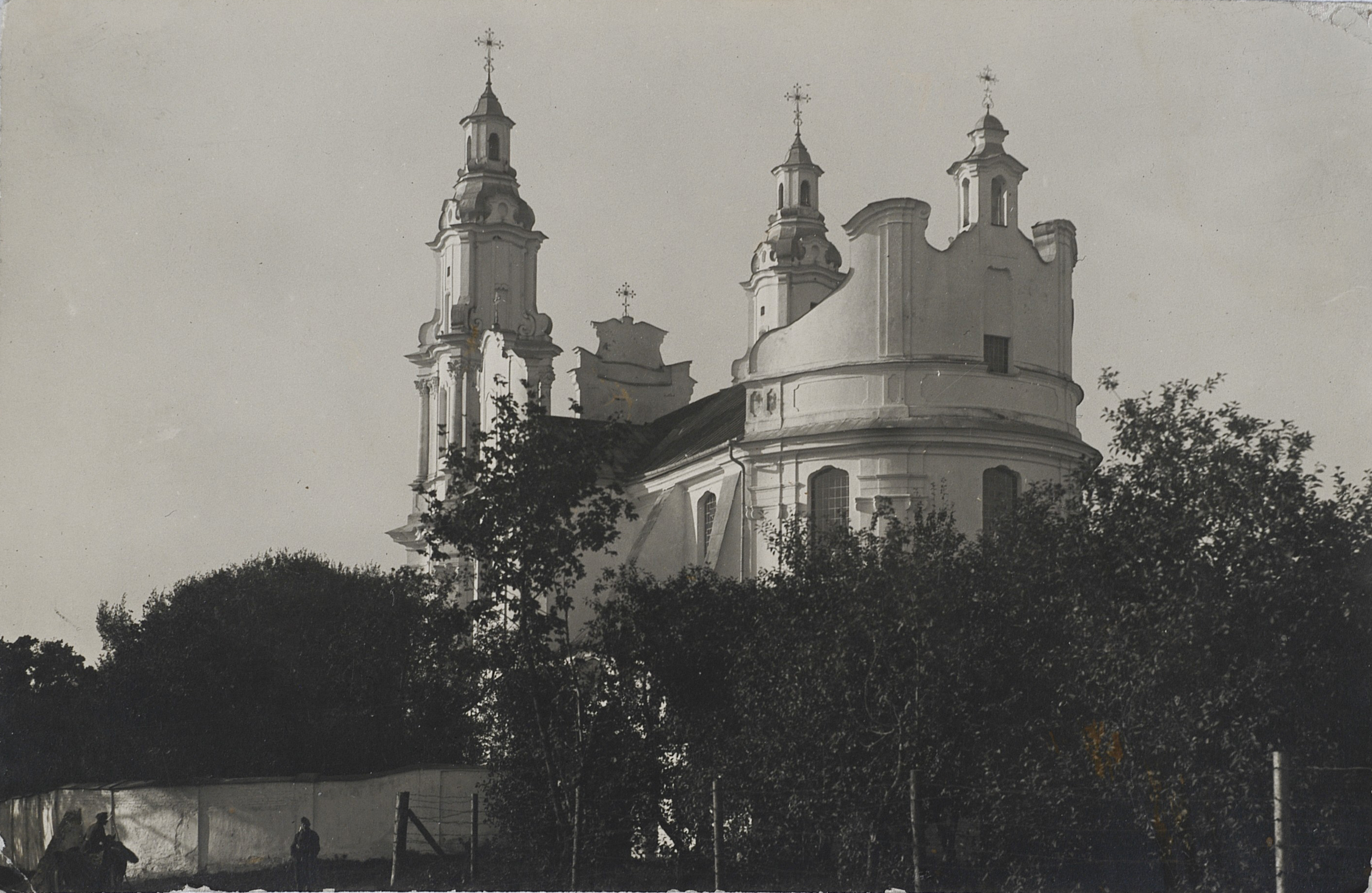
Костел у Беразвеччі, близько 1934 р., фото Єжи Дулевича

У 1930-х роках відновлено комплекс колишнього василіанського монастиря, проведено його заміри та фотофіксацію. Активну участь у цьому брали Ф. Рущиц, Я. Булгак, Ю. Клос, А. Ромер та ін. Після об'єднання Західної Білорусі та БРСР з кінця 1939 року по червень 1941 року в стінах монастиря розташовувалася політична пересильна в'язниця НКВД, а після Другої світової війни і донині — в'язниця суворого режиму. Церква була частково пошкоджена під час війни, а в 1950–1960-х роках була знищена радянською владою.

## Архітектура
Петропавлівська церква в Березвеччі у стилі віленського бароко представляла собою тринефну базиліку з трансептом і двовежовим головним фасадом. Храм мав нетрадиційну орієнтацію на північ, ніби звернений до сонця, що, прояснюючи хвилясту поверхню головного фасаду, розкривало якості його пластичної форми. Незважаючи на загальну традиційність споруди, архітектурний образ споруди сміливий і новаторський. Широку центральну наву з напівкруглим вівтарем, що завершується посередині, перетинає рівний по висоті трансепт із також закругленими кінцями. У беразавецькій церкві план верхньої частині відповідав формі рівностороннього грецького хреста, що було даниною уніатського походження церкви. В результаті створювалося враження, що трансепт нетрадиційно зсунутий до головного фасаду.

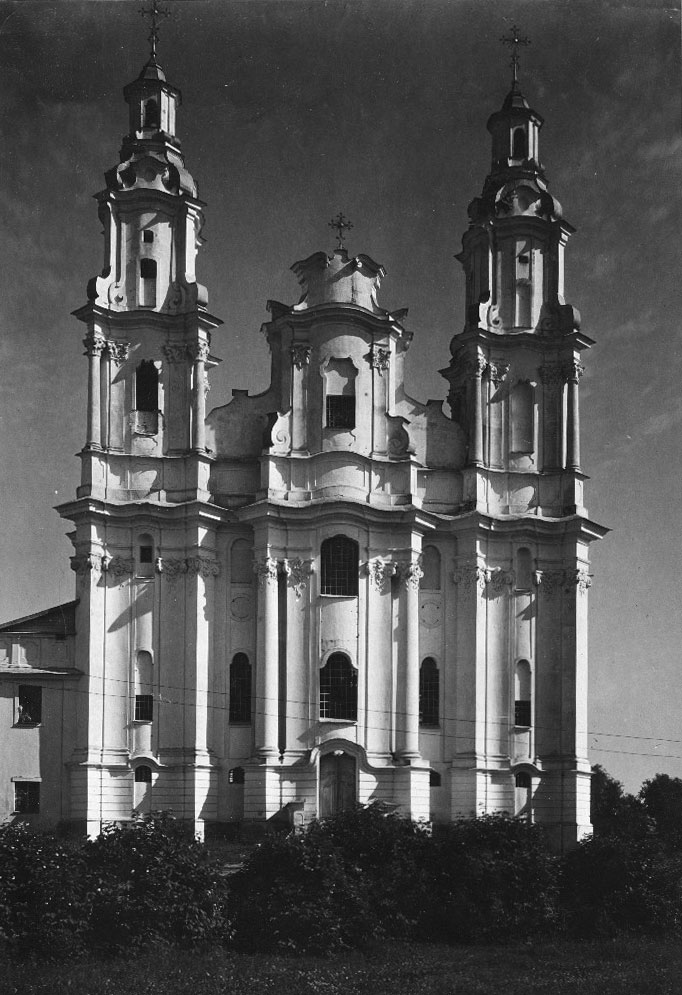
Головний фасад костелу

Двосхилий дах на закруглених кінцях завершувався опуклими фронтонами з пластичним трипелюстковим контуром. Фігурний бароковий фронтон на завершенні центральної нави (на відміну від Унійного Софійського собору в Полоцьку, де він вперше був застосований у 1738–1750 роках) більш повно розвинений і багатогранний. Фронтони подібної форми виявлені також на торцях монастирських будівель.
Скульптурна пластика архітектури храму поєднувалася з конструктивною логікою, досконалим використанням прийомів оптичної корекції художнього образу. Один із польських дослідників зазначав, що фасад костелу «з його пульсуючим нервовим ритмом опукло-увігнутих акцентів за художньою виразністю переважає над традиційними плоскими та візерунчастими схемами, поширеними в Центральній Європі до кінця XVIII ст.». Головний південний фасад беразавецької церкви вирішувався як хвилястий, плавний, багатогранний театральний задник, який закривав від глядача загальну тектоніку храму. Конструктивно конструкція фасаду відповідала плоскому нартексу, ширина якого дорівнювала чотирьом вежам, симетрично розташованим з боків. Надзвичайна барвистість фасаду, тонка гра світла і тіні на його поверхні досягалися досить простими засобами. 
Колони та пілястри були розгорнуті осями під кутом 45 градусів до площини фасаду, що надавало йому ілюзорної просторової опукло-увігнутої структури. Завдяки цій техніці створювалися тонкі нюанси власних і падаючих тіней під сонячними променями.
Триярусні вежі мали телескопічну конструкцію, особливу стрункість і велич. На вежі церкви був великий годинник, який дзвонив кожні 15 хвилин і щогодини.
Двоповерховий корпус монастиря був з'єднаний із 2 церковними будівлями, а поруч був великий сад з оливковими деревами. Надвірні будівлі пристосовані під велике господарство. Працювали винокурний завод, 2 млини. Для служителів церкви збудовано 12 дерев'яних будинків.

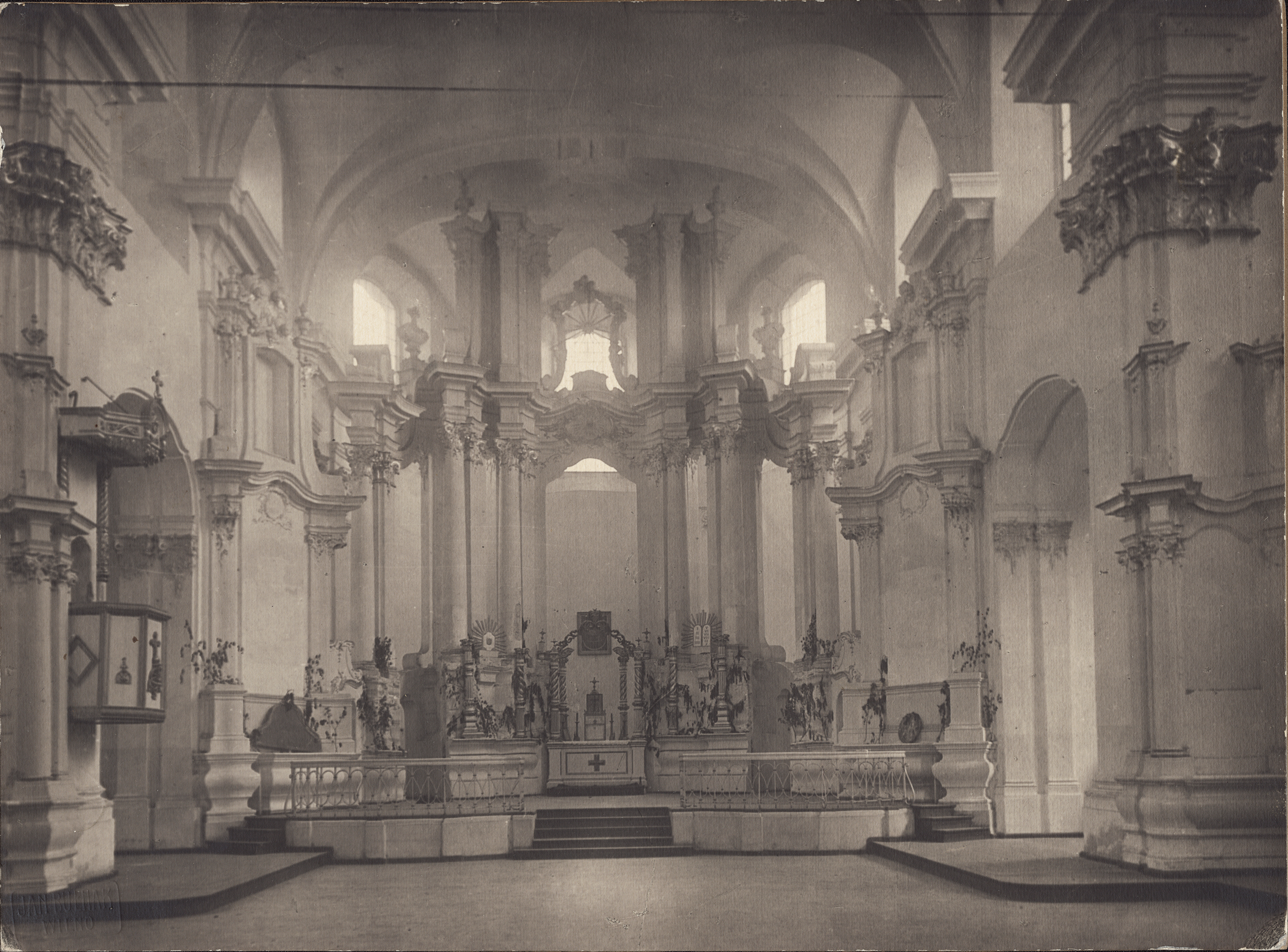
Інтер'єр церкви, Ю. Булгак, 1930-ті роки.

Надзвичайна увага приділена вишуканому оформленню фронтонів, завершенню веж, волют, капітелів. Інтер'єр вирізнявся цілісністю, точним розподілом декоративних засобів і компактністю. Невеликі бічні нави композиційно підпорядковувалися короткому, але широкому центральному нефу, який завершувався цегляною вівтарною перегородкою. Перегородка складалася з двох ярусів динамічно згрупованих колон, з’єднаних розрізненим антаблементом.